# 영남일보
영남일보(嶺南日報, The Yeongnam Ilbo)는 대한민국에서 대구광역시와 경상북도의 종합 일간지 신문이다.
본사는 대구광역시 동구 동대구로 441에 있으며, 자매지는 Weekly④u나 edu④u 등이 있다.
2006년에 프로바둑팀을 창단하였으며, 2007년부터 2009년까지 3년연속 KB국민은행 한국바둑리그에서 우승하였다.

## 역사
1945년 10월 11일 한응렬(韓應烈)과 조약슬(趙若瑟) 등 10여 명의 동인들이 주도하여 창간되었다. 그러나 1980년 말 언론 통폐합 조치로 매일신문에 합병되었으며, 이후 1989년 4월에 분리되어 복간되었다. 복간 이후에는 곧 갑을그룹에 인수되었다.
1992년 4월 18일 복간 3주년을 맞이하여 제호 디자인 로고를 변경하였으며, 1995년 12월 1일에는 전면 가로쓰기를 시행하였다.
2000년에는 경영난으로 인해 법정관리에 들어갔으나, 2004년 11월 동양종합건설(포항)에 인수되었다. 이어 2005년 8월에는 발행 체제를 조간으로 변경하였다.

## 사시
인간의 존엄과 자유를 받들고 내 고장 발전의 향도로서 세계 속의 한국인을 지향한다.

## 역대 회장
- 이원기 (1946~1955)
- 박노익 (1955~1956)
- 김인수 (1956~?)
- 한응렬 (1962~?)
- 이재희 (1977~1978)
- 박창호 (1992~2002)
- 배성로 (2009~ )

## 역대 사장
- 김의균 (1945~1946)
- 김영보 (1946~1955)
- 이원기 (1955~1956)
- 이순희 (1956~1972)
- 이재희 (1972~1977)
- 이재필 (1977~1980/1987~1989)
- 박배근 (1989~1990)
- 박창호 (1990~1992)
- 장명석 (1992~1994)
- 한명환 (1994~1995)
- 김상태 (1995~1997)
- 김경숙 (1997~2002)
- 성낙오 (2002~2005)
- 배성로 (2005~2009)
- 손인락 (2009~2018/ 2025~ )
- 노병수 (2018~2023)
- 이승익 (2023~2025)
- 손인락 (2025~ )

## 지면
- 주5일제 신문을 발행. 2020년 9월까지 토요일 발행된 적이 있음[1]

## 통계
| 년도                          | 발행 부수 (대구) | 발행 부수 (경북) | 비고 |
| ----------------------------- | ---------------- | ---------------- | ---- |
| 2009년                        | 45,068           | 20,362           |      |
| 2011년                        | 48,819           | 21,823           |      |
| 2013년                        | 49,384           | 21,160           |      |
| 2015년                        | 51,306           | 21,552           |      |
| 2017년                        | 52,312           | 22,146           |      |
| 출처: 한국ABC협회, 미디어오늘 |                  |                  |      |